# Schlosspark Sebaldsbrück
Der Schlosspark Sebaldsbrück mit Herrenhaus und Gutsanlage liegt in Bremen im Stadtteil Hemelingen, Ortsteil Sebaldsbrück.

## Geschichte
Der vierte erzbischöfliche, stiftsadelige Sattelhof aus dem Mittelalter wurde zum adligen Gut von 1683 und kam um 1800 in den Besitz von Dr. Gerhard Meier. 1843 wurde es zum Landgut der Familie Adami. Senator Johann Helfrich Adami baute in dem Park im neugotischen Tudorstil ein Herrenhaus, das bald als Schloss Sebaldsbrück bezeichnet wurde und die Grünanlage als Schlosspark Sebaldsbrück.
1903 wurde das Herrenhaus durch den Landwirt A. Meyer zu einer Gaststätte im öffentlichen Park umgestaltet. Noch gut erhaltenen aus dieser Zeit sind die zwei großen Rechtecke aus Baumreihen und die Spielwiese im hinteren Teil für vielfältige Veranstaltungen.
Über den Automobilbauer Hansa-Lloyd-Werke kam das Anwesen 1928 an die Stadt Bremen. Nach Plänen von Gartenbaudirektor Paul Freye fand ab 1930 eine Umgestaltung statt und 1931 wurde die Parkanlage mit einer Eröffnungsfeier eingeweiht. Ein inzwischen alter Baumbestand weist Bäume auf, welche heute bis zu 150 Jahre alt sind.
Um 1999 legte das Gartenbauamt Bremen hier üppige Staudenbeete an, die jedes Jahr den Park in ein blühendes, duftendes Farbenmeer verwandelt. Im Rahmen einer Studie zum Wachstumsverhalten verschiedener Sorten und Pflanzengemeinschaften fand bald darauf eine Erweiterung statt. Eine Besonderheit ist das „Insektenhotel“, ein Schaukasten, in dem Materialien wie Stroh, Schilfrohre und Holz als Nistmöglichkeiten für die verschiedensten Insektenarten angeboten werden.

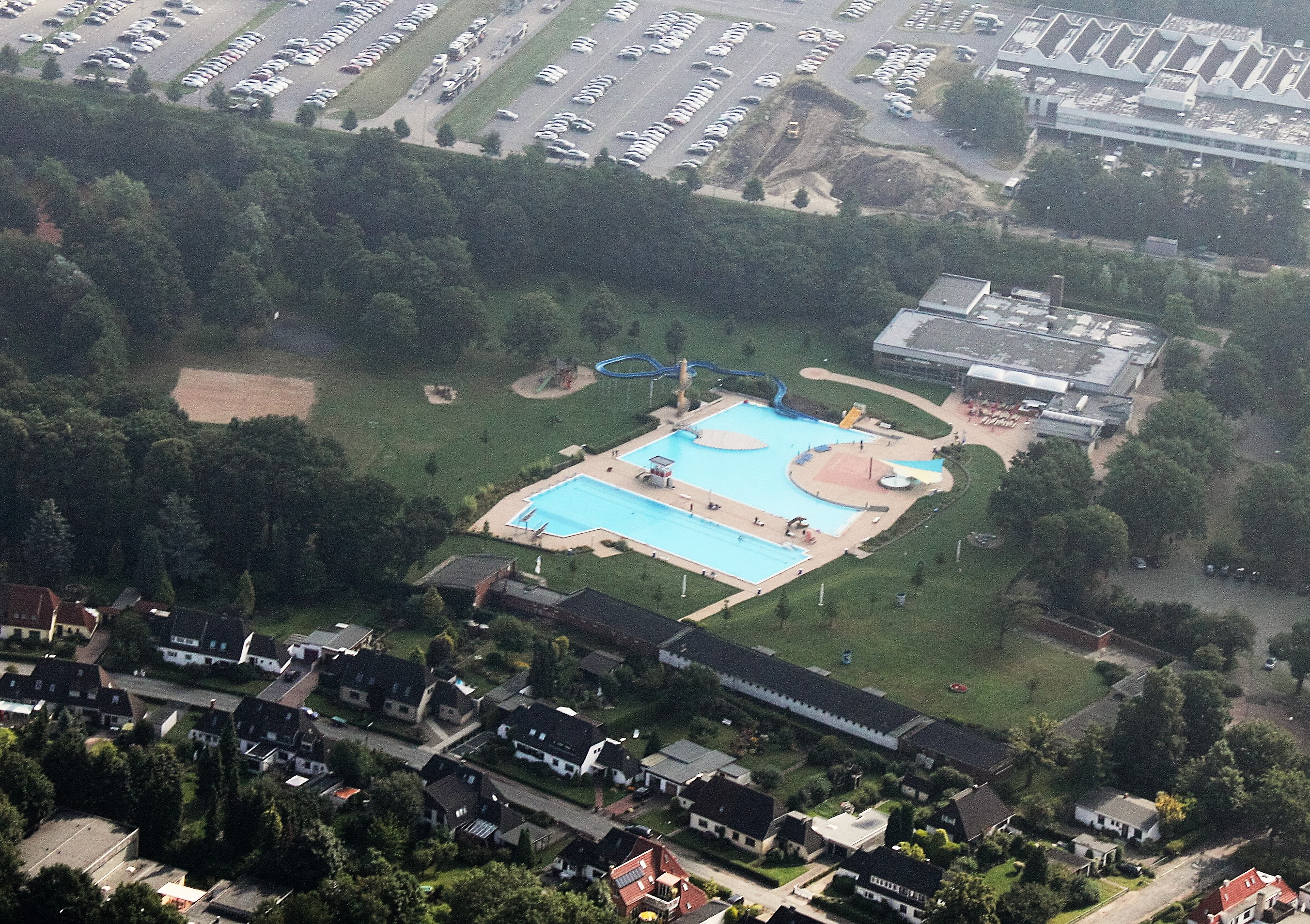
Das Schlossparkbad mit Frei- und Hallenbad (Luftbild von 2012)

Neben dem Park liegt das Schlossparkbad, ein öffentliches Familienschwimmbad mit Hallen- und Freibad mit einem 50-Meter-Schwimmerbecken und Nebenanlagen sowie mit den parkähnlichen Wiesen.